# Jacek Korczak-Mleczko
Jacek Korczak-Mleczko (ur. 13 maja 1951 w Warszawie, zm. 5 października 2022) – polski dziennikarz sportowy.

## Życiorys
W młodości uprawiał koszykówkę w Legii Warszawa. Ukończył studia polonistyczne oraz Studium Dziennikarskie na Uniwersytecie Warszawskim. Jego pierwszą redakcją był w 1977 Sztandar Młodych, jeszcze w tym samym roku został dziennikarzem Sportowca. Pracował tam do 1991, na łamach pisma zajmował się koszykówką, podnoszeniem ciężarów, trójbojem siłowym, judo, redagował rubrykę poświęconą kulturystyce. W 1989 wszedł w skład zarządu nowo powołanego Polskiego Związku Kulturystyki i Trójboju Siłowego. W latach 1991–1992 był zastępcą sekretarza redakcji w Polityce, następnie krótko pracował w dzienniku Super Express, a od 1994 kierował działem sportowym Trybuny. W latach 2010–2012 był rzecznikiem prasowym Polskiego Związku Podnoszenia Ciężarów.
Był laureatem przyznawanych przez Klub Dziennikarzy Sportowych Nagrody Młodych im. Wiesława Kaczmarka (1978), Srebrnego Pióra (1980), Brązowego Pióra (1982, 1986) oraz Złotego Pióra w kategorii "media elektroniczne" za lata 2011/2012 (wyróżniono cykl felietonów "Ciężkie poniedziałki", który ukazywał się na stronie internetowej PZPC).